# La Modelo
La Modelo (spagnolo per La Modella) è una prigione a Bogotà, in Colombia. Con circa 11.000 detenuti, la struttura è nota per la sua violenza. L'ala nord della prigione ospita ribelli di sinistra, mentre l'ala sud ha sostenitori del governo di destra e dei paramilitari. L'area tra queste due ali è il luogo del carcere in cui avvengono molteplici omicidi. Le guardie non portano armi nella prigione, anche se quelle nelle torri di guardia possono utilizzare i fucili. I prigionieri di entrambe le fazioni hanno facile accesso alle pistole e persino alle granate. I membri delle Forze Armate Rivoluzionarie della Colombia (FARC) continuano ad esercitarsi nella loro zone di reclusione. Nel carcere sono presenti alcuni ristoranti e uno sponsorizzato dalle FARC fornisce cibo gratis ai ribelli di sinistra.
Il 27 aprile 2000, oltre 100 prigionieri sono stati assassinati durante i combattimenti. Dopo gli omicidi e la pubblicità che ne conseguì, il governo ha iniziato a cambiare il regime carcerario. Molti dei negozi privati sono stati chiusi e la sicurezza è stata rafforzata, nonostante i detenuti abbiano ancora accesso alle armi.

## La battaglia dell'aprile 2000
A metà febbraio 2000 le visite a La Modelo furono sospese. A marzo venne firmato un patto di pace che è stato rotto quando nell'aprile successivo venne ritrovato il cadavere fatto a pezzi del leader paramilitare Carlos Alberto León, un detenuto del patio due.
Mentre il Cuerpo Técnico de Investigación (CTI) stava conducendo delle indagini e rimuovendo il corpo, il 26 aprile del 2000, scoppiò un conflitto armato tra i paramilitari delle Autodefensas Unidas de Colombia (AUC) e tra criminali semplici nei cortili 3, 4 e 5 del carcere, che causò 32 morti, 17 feriti e 17 sparizioni. La battaglia durò per 12 ore tra il giovedì pomeriggio e il venerdì mattina, nel giorno più sanguinario mai avvenuto nelle carceri colombiane. dopo gli scontri vennero rinvenute  armi, esplosivi, cartucce, oggetti per comunicare e simboli delle AUC.
La battaglia iniziò alle 14:40, quando i membri dei gruppi di autodifesa dei cortili 3 e 5 appresero della morte per arma da fuoco di Yema Ospina Flórez, parente di uno dei membri di "Los Priscos ", una banda criminale dai tempi di Pablo Escobar, leader del Cartello di Medellin ucciso nel 1993. Ospina era stato infiltrato dai paramilitari nel cortile 4, perché riferisse chi erano i boss in quel cortile. La maggior parte dei detenuti del cortile 4 erano accusati di reati sociali (sequestro di persona, stupro e furto, tra gli altri).
Circa 800 uomini sotto il comando di Jhon Jairo Velásquez, detto "Popeye", ex capo dei sicari di Pablo Escobar. Quando gli uomini di Popeye scoprirono le intenzioni di Ospina, lo uccisero.</ref> L'omicidio scatenò l'operazione guidata dai capi paralimitari del patio 5 conosciuta come Cadavid. Con le guardie carcerario impossibilitate a fermarli e abbattendo mura e sbarre con l'uso di granate, i paramilitari entrarono nel cortile 4. Indossando fasce nere e la scritta AUC, chiesero la sera degli uomini di Popeye. Si arresero solo 42, coloro che si rifiutarono furono uccisi.
La Policia Nacional de Colombia, che non entrava nel carcere da 15 anni, decise di procedere all'alba del sabato successivo. Venne requisito un arsenale che includeva 4 kg di esplosivo ad alta potenza e sette cariche di dinamite. Tuttavia, 4 giorni dopo, l'Instituto Nacional Penitenciario y Carcelario (INPEC) entrò in un cortile della prigione e catturò una pistola mitragliatrice Ingram MAC-10 più una pistola in grado di ingannare i raggi X, tra le altre armi. Furono trovate anche pistole, e granate avvolte in buste di plastica e nascoste nei muri o seppellite.
Diciassette detenuti del patio 4 furono dichiarati dispersi. Secondo il Comitato per la Solidarietà con i Prigionieri Politici, c'erano indizi che facevano ritenere che i prigionieri usassero tunnel e fogne per nascondere i corpi degli scomparsi. Tuttavia, sia l'INPEC che il Cuerpo Técnico de Investigación (CTI) dell'ufficio del pubblico ministero e la polizia negarono l'esistenza di tali tombe.
La maggior parte delle vittime furono uccise da colpi di arma da fuoco e alcune con un coltello. La loro età andava dai 23 ai 43 anni.

## Altri incidenti
Nel 2016, i resti smembrati di almeno 100 prigionieri e visitatori vennero trovati nei tubi di scarico del carcere.
Il 21 marzo 2020, almeno 23 prigionieri sono stati uccisi e 83 feriti durante una rivolta scoppiata tra i timori per la diffusione del SARS-CoV-2 in prigione durante la pandemia di COVID-19. I prigionieri di tutto il paese hanno protestato contro il sovraffollamento e i servizi sanitari scadenti sin dallo scoppio del COVID-19.